# 幸福三説
幸福三説（こうふくさんせつ）は、明治の文豪・幸田露伴が自著『努力論』で主張したもので、「惜福」「分福」「植福」の三つからなる。

## 概要
「惜福」とは、自らに与えられた福を、取り尽くし、使い尽くしてしまわずに、天に預けておく、ということ。その心掛けが、再度運にめぐり合う確率を高くする、と説かれる。露伴は「幸福に遇う人を観ると、多くは「惜福」の工夫のある人であって、然らざる否運の人を観ると、十の八、九までは少しも惜福の工夫のない人である。福を取り尽くしてしまわぬが惜福であり、また使い尽くしてしまわぬが惜福である。惜福の工夫を積んでいる人が、不思議にまた福に遇うものであり、惜福の工夫に欠けて居る人が不思議に福に遇わぬものであることは、面白い世間の現象である」と述べている。
「分福」とは、幸福を人に分け与えること。自分ひとりの幸福はありえない、周囲を幸福にすることが、自らの幸福につながる､と説かれる。「恩送り」「情けは人のためならず」と近い考え方である。露伴は「すべて人世の事は時計の振子のようなもので、右へ動かした丈は左へ動き、 左へ動いた丈は右に動くもの、自分から福を分ち与えれば人もまた自分に福を分ち与えるものだ」と述べている。
「植福」とは、将来にわたって幸せであり続けるように、今から幸福の種を蒔いておくこと、精進（正しい努力）し続けること。過去に自らが蒔いた種が芽を出し、今の自分を創っている。過去を書き替えることはできないが、今から良い種を蒔き続ければ、望ましい未来につなげることが出来る、と説かれる。

## 応用
この思想を「幸福の科学」の大川隆法は引用して、人生の生き方として教義に取り入れている。とくに「植福」を教団へのお布施の意味に使用している。

## 書誌情報・参考文献
- 『努力論』幸田露伴、東亜堂、1912年明治45年7月、全国書誌番号:40003242、NCID BN13627895
- 『努力論』幸田露伴、岩波文庫 改版、2001年7月16日、ISBN 978-4-00-310123-0
- 『努力論』幸田露伴、角川ソフィア文庫、2019年7月24日、ISBN 978-4-04-400452-1
- 『超訳 努力論』幸田露伴、三輪裕範 (編集, 翻訳) ディスカヴァー・トゥエンティワン、2013年11月29日、ISBN 978-4-7993-1421-0
- 『幸田露伴「努力論」を読む 人生、報われる生き方』 渡部昇一 (編著、現代文へ訳注) 三笠書房、1997年11月、ISBN 978-4-8379-1707-6
- 『運が味方につく人つかない人―幸田露伴「努力論」を読む』(知的生きかた文庫) 渡部昇一、三笠書房、2001年10月、ISBN 978-4-8379-7197-9